# 董興
董興（？—？），長垣人，明朝軍事將領，封为海寧伯。是孫繼宗和孝恭章皇后之舅父、董太夫人之弟。

## 生平
初任燕山右衛指揮使，累遷署都指揮同知。正統年間，因新建伯李玉等舉薦，進署都指揮使，京營管操，隨後再次舉薦，擢署都督僉事，充右參將，跟從寧陽侯陳懋討鄧茂七，并獲勝，進升為都督同知。
當時南海賊黃蕭養圍困廣州，安鄉伯張安、都指揮王清均戰死，明英宗詔拜其為左副總兵，調江西、兩廣軍往討，而以侍郎孟鑒贊理軍務。之後大軍獲勝，論功，進右都督，留鎮廣東。久之，召還，分督京營。
因其與曹吉祥結親家，冒領奪門之變功，封海寧伯。未幾，充總兵官，鎮守遼東，予世券。后朝廷商議取消奪門之變功，因其為邊疆守將得免。曹石之變后，爵位被奪，發配廣西立功。之後因錦衣衛李貴舉薦，恢復原職，擔任總兵宣府，再予世券。明憲宗繼位后，罷免還鄉。